# KUS-FS 중고도 무인기
KUS-FS는 국방과학연구소와 대한항공에서 개발한 다목적 중고도 무인기이다. 2008년 대한항공의 KUS-15로 선정되었으나, 2011년 개발사업이 취소되었다. 그러나 최근에 미국 정부가 고고도 무인기인 글로벌 호크의 도입 가격을 2배로 제시하자, 무인기 도입 사업에 차질생겨 사업을 다시 재개하기로 했다. MUAV (Medium Altitude Unmanned Aerial Vehicle)라고도 부른다.

## 역사
개발 계획은 2006년 노무현 정부에서 시작되어 추진되었다.
KUS-FS는 6∼13km 상공에서 110km 밖을 들여다보며 고해상도 영상을 획득할 수 있다. 1960년대 미국은 146톤 보잉 RC-135 유인 정찰기를 배치했다. 200인승 여객기를 정찰기로 개조한 것이다. 2020년 현재 가끔 한국에도 정찰하러 온다. 60년이 지나면서 각종 기술이 발달함에 따라, 5톤 MUAV 무인 정찰기가 탄생했다. 보잉 RC-135와 동일한 카메라, SAR를 탑재하고, 동일한 항속거리, 정찰고도를 갖는다.
2010년 5월, 국방과학연구소는 탐색개발용 시제기를 생산했다.
2011년 5월 시제기가 최초로 출고되었다.
2013년 10월, 방위사업청은 체계개발용 시제기 생산업체를 선정했다.
2019년 12월, KUS-FS 시제기 두 대 중 한 대가 추락했다. 남은 한 대도 중고도 비행 중 결빙을 막는 방빙(防氷) 시스템에 결함이 있는 것으로 나타났다. 결빙이 생기면 카메라 등 장비 작동에 치명적인 문제가 발생한다.
10 km 고도에서는 기온이 영하로 내려가기 때문에 결빙을 막기 위한 방빙(防氷) 시스템이 필수적이다. 그러나 시험 운행에서 KUS-FS는 결빙으로 인해 ‘크랙(쪼개짐)’이 발생했다. 결국 실전에 투입하더라도 실제 성능을 100% 발휘하기 어려울 수밖에 없다. 근본적인 문제 해결을 위해서는 미국에서 해당 부품을 도입해야 하는데 ‘수출제한(EL) 품목’이라 사실상 불가능한 것으로 전해졌다. 그러나, 전세계 각국이 모두 중고도 무인기를 국산 개발중인데, 모두 미제 부품을 쓰지는 않는다.
2020년 11월 3일, 충주공군기지에서 이성용 공군참모총장 주관으로 제39정찰비행단 창설식을 가졌다. RF-16과 고고도 무인기 RQ-4 글로벌 호크, 중고도 무인기 KUS-FS를 운용하는 비행단이다.
2023년 3월 방위사업청으로부터 전투용 적합판정을 받고 개발이 완료되어 국방규격을 제정한 후 2024년 1월부터 본격적인 양산에 들어갔다.

## 제원
뉴스에서는 KUS-FS를 한국형 프레데터 무인기 개발사업이라고 보도하고 있으나, 현재 KAI가 개발중인 차세대 군단급 무인기인 UAV-II가 프레데터와 비슷한 임무를 수행하는 무인기로서 개발되고 있으며, 또한 UAV-II는 육군 군단급 부대에서 운용하기 위한 1,700kg의 최대 이륙중량으로 설계된 정찰용 무인기로 개발되고 있지만 KUS-FS는 공군에서 정찰 및 공격 임무를 수행하기 위해 설계된 5,750kg의 최대 이륙중량을 가진 다목적 중고도 무인기이다.
2023년 3월 24일 RQ-105K로 명명된 국산 정찰용 중고도 무인기의 최대 이륙중량은 5,750kg으로 1,318kg의 MQ-1 프레데터나 4,760kg의 MQ-9 리퍼보다 더 무거운 이륙중량으로 설계되었다. 외형도 꼬리날개가 프레데터의 역V자형이 아니라 리퍼의 Y자 형태이다. 즉 국산 프레데터 개발사업이 아니라 국산 리퍼 개발사업이다. 또한 파생형 모델로 개발될 예정인 MQ-105K에는 무장헬기용으로 개발된 천검 공대지 미사일을 탑재할 예정이므로 미국의 MQ-9 리퍼나 터키의 바이락타르 TB2와 같은 무인 전투기(UCAV)로서의 임무도 수행할 수 있게 되었다.
대한항공의 브로슈어에 따르면 무인기는 전장 13m, 전폭 25m, 전고 3m에 엔진은 약 1200마력, 최대 고도 45,000ft, 최대 운용 시간은 24시간이다.
일반 특성
- 용도: 감시정찰(정찰 및 공격용), 영상중계, 통신중계, 전자전, 광대역 해상, 국경감시, 환경감시, 재난감시
- 주요 기능: 전자광학(EO) 및 적외선(IR), 합성개구레이더(SAR), 가시선(LOS) 및 위성통신(SATCOM), 음성통신 중계
- 전장: 13.3m
- 전폭: 25.3m
- 전고: 3m
- 무장: 천검 공대지 대전차 미사일
- 최대 이륙중량: 5,750kg[4]
- 엔진: SS-760K 터보팬 엔진을 기반으로 개발된 한화테크윈 1200마력 터보프롭 엔진[5]
- 엔진 최대 추력: 5,500 lbf (24.46 kN)[5]
- 최고속도: 360km[4]
- 최대고도: 45,000 ft (10-13 km)
- 운용반경: 500km[4]
- 운용시간: 24시간

## 무장
MQ-9 리퍼는 외형상으로만 보면 좌우 날개에 각각 2개씩 무장장착점이 있다. 그러나 제원에는 좌우에 3개, 가운데 1개로 7개의 무장장착점이 있다고 한다. 인터넷에 공개된 사진 중에서도 좌우에 3개씩 무장착점을 단 경우를 드물게 볼 수 있다. KUS-FS도 공개된 사진들을 보면 좌우 날개에 각각 2개의 무장장착점이 있다. 향후 양산단계에서 국산 천검 대전차 미사일을 장착할 계획이다.

## 특징
체계통합과 비행체 제작은 대한항공이 담당하며, 전자광학 및 적외선(EO/IR) 카메라는 한화시스템, 데이터 링크 장비와 지상 통제장비 그리고 합성개구레이더(SAR)는 LIG넥스원에서 제작한다. 본 사업을 위해 LIG넥스원은 해상도 30cm급의 고해상도 SAR의 프로토타입격인 NexSAR를 개발했다.
저소음이 특징이다. 리퍼는 고도 7km에서 운용하는데, 엔진 소리가 지상에서 거의 들리지 않는다. 그리고 헬파이어 미사일은 초음속이기 때문에 먼저 지상에서 폭발하고 나서 로켓 소음이 들린다.

## 시간별 정리
- 2011년 5월 - 대한항공에서 MUAV 시제기 첫생산 완료
- 2011년 11월 - 첫시험비행 예정. 돌연 2012년 2월로 연기
- 2011년 12월 - 탐색개발 종료 및 체계개발 시작 예정. 돌연 1년 후로 연기
- 2012년 2월 - 첫시험비행 예정. 그러나 보도가 없음
- 2012년 12월 - 1,600억원이 투입된 탐색개발 종료. 체계개발 시작.
- 2013년 4월 - MUAV 예산 추가 확보 및 2018년부터 전력화할 계획 발표.[6]
- 2017년 - 체계개발 종료
- 2018년 - 대량생산 시작, 실전배치 시작
- 2019년 - 글로벌 호크 1호기 인수
- 2021년 - MUAV 대량생산 시작, 실전배치 시작, 계획이 3차례 지연됨
- 2022년 - 대한민국의 전시작전권 전환
- 2023년 - 천검 대전차 미사일 대량생산 시작

## 비교
| 이름                             | 국가              | 초도비행 | 순항거리 | 최대이륙중량 |
| -------------------------------- | ----------------- | -------- | -------- | ------------ |
| MQ-1 프레데터                    | 미국              | 1994년   | 1100 km  | 1020 kg      |
| MQ-9 리퍼                        | 미국              | 2001년   | 5926 km  | 4760 kg      |
| IAI 헤론                         | 이스라엘          | 2002년   | 350 km   | 1150 kg      |
| EADS 하르팡                      | 유럽              | 2006년   | 1000 km  | 1250 kg      |
| BAE 맨티스                       | 영국              | 2009년   |          | 9000 kg      |
| 익룡 1호                         | 중국              | 2009년   | 4000 km  | 1100 kg      |
| DRDO 러스톰                      | 인도              | 2009년   | 350 km   | 1800 kg      |
| TAI 안카                         | 튀르키예          | 2010년   | 4896 km  | 1600 kg      |
| 배틀래                           | 남아프리카 공화국 | 2010년   | 750 km   | 1000 kg      |
| KUS-FS                           | 대한민국          | 2012년   |          | 5700 kg      |
| 바이락타르 TB2                   | 튀르키예          | 2014년   |          | 630 kg       |
| 차기 육군 군단급 무인기 (UAV-II) | 대한민국          |          | 400 km   | 1700 kg      |

최대이륙중량 5톤의 중고도 무인기 개발과 관련, 한국과 경쟁국가로 볼 수도 있는 터키는 2010년 중고도 무인기 TAI 안카를 초도비행하는데 성공한 데 이어, 고고도 무인기 EADS 탤러리온을 국제공동개발하는 MOU를 2011년 체결했다. 공격형 헬기 개발사업의 경우에도, 한국에서는 논의만 무성한데 비해 TAI는 2009년 TAI T-129 망구스타의 초도비행에 성공했다. 터키의 TAI는 최근 한국이 도입한 E-737도 도입하는 등, 한국과 매우 비슷한 국방정책을 추진중이다. TAI T-129 망구스타를 구매하면 KFX를 사주겠다는 제안도 한국에 했다.
BAE 맨티스는 앞으로 최대이륙중량 9톤까지 개량할 것이라는데, 중고도 무인기, 즉 프레데터는 최대이륙중량 1톤 정도의 크기이며, 고고도 무인기, 즉 글로벌 호크는 최대이륙중량 10톤, 항속거리 25,000 km이다. 9톤짜리 맨티스는 영국판 글로벌 호크 사업으로 보인다.
미국 보잉 767 여객기 또는 B-52 폭격기와 같은 크기인, 러시아 Tu-95 정찰기의 순항거리는 15,000 km이다. 2011년 9월 일본 영해 주변을 따라 일본을 한바퀴 돌고 갔다. 767보다 약간 작은 보잉 707 여객기에 기반한 미국은 보잉 RC-135 정찰기의 순항거리는 5,550 km이다. 5톤 리퍼는 미국 RC-135 정찰기(보잉 707)와 순항거리가 같고, 10톤 글로벌 호크는 러시아 Tu-95 정찰기(보잉 767) 보다 순항거리가 길다.

## KPU-STC
2008년 5월 7일, 대한민국의 한국산업기술대학교와 삼성탈레스가 공동으로 글로벌 호크의 30 cm 해상도에 가까운 40 cm 해상도의 SAR인 KPU-STC를 개발하는 데 성공했다. 가민호 교수는 "1, 2년 뒤에 고속 디지털 칩이 개발되면 우리가 만든 레이다의 구조를 조금만 바꿔도 최고 12.5cm급의 영상을 얻을 수 있다"고 밝혔다.
2011년 1월 13일 ETRI는 세계 최고 수준의 송수신 다기능 칩인 MMIC(마이크로파 집적회로), 고출력 증폭기 MMIC, 트랜스미터 모듈 등을 개발하는데 성공했다고 밝혔다. AESA와 SAR의 핵심부품이다. MMIC 제조기술은 현재 미국과 프랑스 2개 국가만 보유하고 있다.

## NexSAR
LIG넥스원에서 글로벌 호크와 U-2 정찰기와 같은 30 cm 해상도의 합성개구레이다인 NexSAR를 개발했다. 중고도 무인기에 탑재될 것이다.

## SATCOM
미국의 1톤 MQ-1 프레데터, 4.7톤 MQ-9 리퍼는 미국 네바다주 크리치 공군 기지에서 원격조종하여 전 세계에서 작전한다. 이를 위해 WGS 위성 호환 위성통신 송수신기를 탑재했다. 5,700톤의 KUS-FS 중고도 무인기도 위성통신 송수신기를 장착할 것이라고 알려져 있다. 한국군의 통신위성은 무궁화 5호이다. 한반도 주변 6,000 km까지 교신이 가능하다.

## 같이 보기
- TAI 안카 - TAI에서 개발중인 터키의 중고도 무인기, 2010년 초도비행에 성공했다.
- EADS 탤러리온 - 터키 TAI는 2011년 고고도무인기(HALE)인 탤러리온 공동개발에 참여했다.
- IAI 헤론 - 이스라엘 IAI의 중고도무인기(MALE)
- MQ-1 프레데터 - 미국의 중고도무인기(MALE)
- MQ-9 리퍼 - 미국의 중고도무인기(MALE)
- KUS-9 - 한국이 개발중인 사단급 무인기
- 성층권 비행선